# Scotty Beckett
Scott Hastings Beckett (* 4. Oktober 1929 in Oakland, Kalifornien, USA; † 10. Mai 1968 in Los Angeles, Kalifornien, USA) war ein US-amerikanischer Film- und Theaterschauspieler sowie Kinderdarsteller der 1930er und 1940er Jahre. In den letzten Jahren seines Lebens fiel Beckett durch seine Kriminalität auf.

## Biografie

### Erfolge als Kinderstar
Scotty Beckett wurde 1929 in Oakland geboren, allerdings zog er mit seiner Familie bereits mit drei Jahren nach Los Angeles. Während Becketts Vater sich dort im Cedars-Sinai Medical Center von einer Krankheit erholte, besuchte ihn sein Sohn und sang ihm etwas vor. Die Krankenschwestern hörten seinen Gesang und brachten ihn dazu, regelmäßig auch für andere Patienten zu singen. Als nach einiger Zeit zufällig ein Casting Director anwesend war, wurde Beckett für Hollywood verpflichtet. 1933 gab er im Alter von vier Jahren neben Dickie Moore sein Debüt im Kinderfilm Gallant Lady. Noch im selben Jahr verstarb Becketts Vater. 1934 wurde Beckett für Die kleinen Strolche verpflichtet. Er spielte unter seinem echten Namen den besten Freund und Partner von George „Spanky“ McFarland, eine ähnliche Rolle übernahm später Carl Switzer als Alfalfa. Sein Markenzeichen bei den Kleinen Strolchen war eine schiefe Kappe sowie ein überdimensionaler, etwas zerschlissener Pullover. Bis zu seinem Ausstieg bei den Kleinen zwei Jahre später wirkte er in 13 Filmen der Reihe mit, nach drei Jahren Pause sollte er 1939 nochmals in zwei Filmen der Kleinen Strolche auftreten.
Anschließend konzentrierte Beckett sich auf eine Karriere als Kinderdarsteller in Langfilmen. Er spielte unter anderem neben Errol Flynn und Olivia de Havilland im Abenteuerfilm Der Verrat des Surat Khan sowie neben Cary Grant und Irene Dunne in Meine Lieblingsfrau. 1939 kehrte er für die Filme Cousin Wilbur und Dog Daze noch einmal zu den Kleinen Strolchen in Gastauftritten zurück, er spielte Alfalfas Cousin Wilbur. 1944 spielte er das jüngere Ich der Titelfigur in Ali Baba und die vierzig Räuber sowie 1946 den Entertainer Al Jolson als Jugendlichen in der Biografie Der Jazzsänger. Die Pubertät schien seine Karriere nicht zu gefährden und seine Leistungen wurden von Kritikern gelobt. Parallel zu seiner Filmarbeit besuchte er ab 1943 in Los Angeles die High School und stand am Broadway in Theaterstücken auf der Bühne.

### Karriereknick und sozialer Abstieg

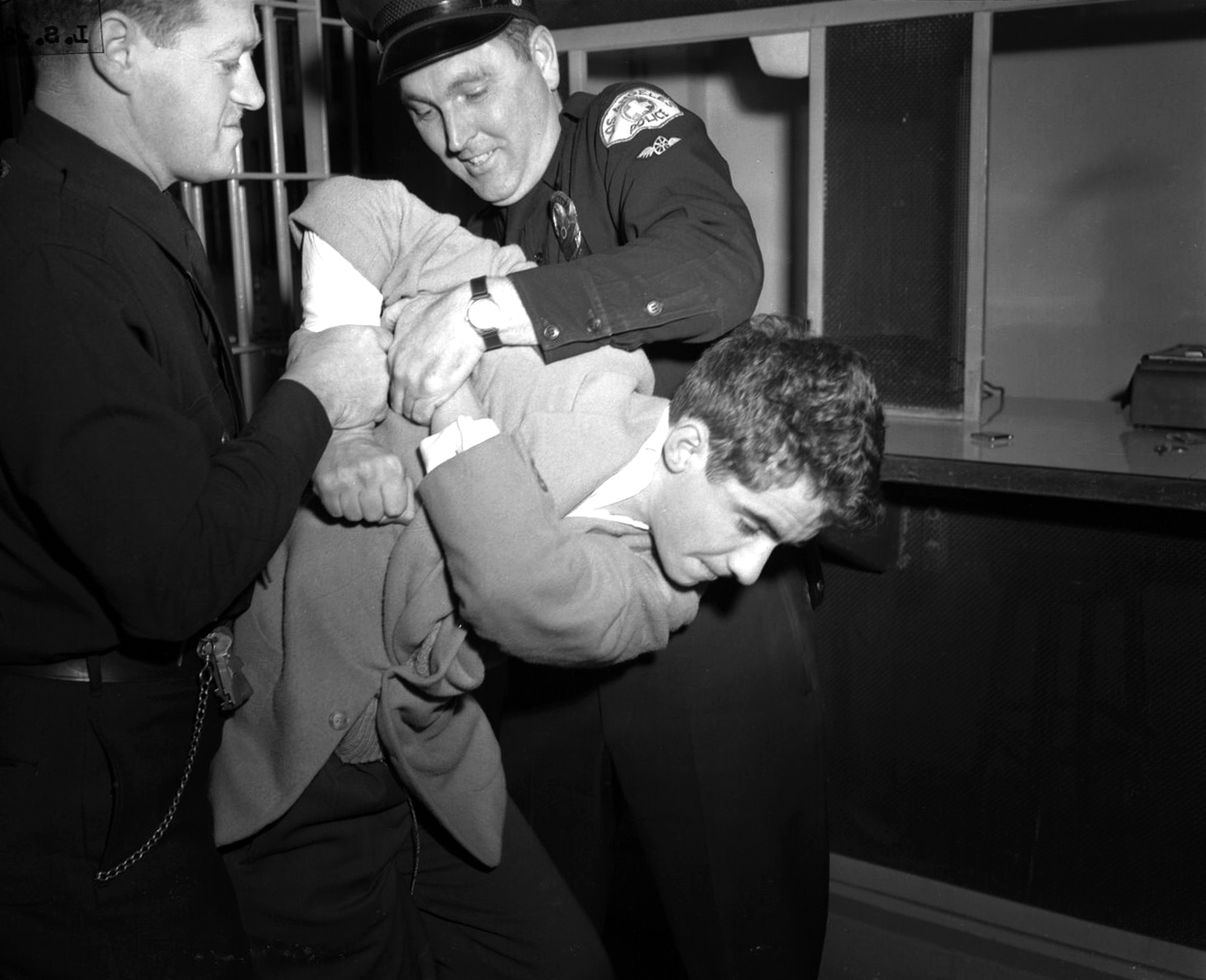
Scotty Beckett bei seiner Festnahme in Hollywood wegen Trunkenheit am Steuer (1948)

Mit dem Eintritt ins Erwachsenenalter war Beckett ein häufig gesehener Partygast, unter anderem in Begleitung von Roddy McDowall und Elizabeth Taylor. 1948 war er wegen Trunkenheit am Steuer angeklagt, gegen Bezahlung einer Kaution konnte er jedoch einer Freiheitsstrafe entgehen. Das Geld, das er als Kind verdient hatte, gab er mit vollen Händen aus. Auch die Filmangebote litten unter diesem Verhalten, es folgte daraufhin der Abstieg in die Kriminalität.
Im September 1949 gab Beckett die Verlobung mit der Tennisspielerin Beverly Baker bekannt, die er wenige Tage später, am 28. September 1949, heiratete. Die Ehe wurde nach fünf Monaten, am 5. Februar 1950, geschieden.
1951 lernte er die Schauspielerin Sunny Vickers kennen und begann mit ihr eine Beziehung. Ungewollt wurde Vickers schwanger. Wegen der konservativen Stimmung in Amerika der 1950er Jahre, die kein uneheliches Kind erlaubte, heiratete das Paar am 27. Juni 1951 in Phoenix (Arizona). Fünf Monate später, am 6. November 1951, wurde Scott Hastings Beckett junior geboren. Zwischen 1952 und 1954 war Beckett lediglich in zwei B-Movies zu sehen.
Im Februar 1954 wurde Beckett eines Raubüberfalls verdächtigt, als das Cavalier-Hotel in Hollywood ausgeraubt und Beckett mit einer Waffe und einem Messer in der Nähe des Tatorts aufgegriffen wurde. Beckett kam erneut gegen eine Kaution frei, da man bei ihm die Beute nicht finden konnte. Beckett floh daraufhin mit Frau und Kind nach Mexiko und versuchte unter dem falschen Namen Sean Bullock ein neues Leben zu beginnen.
In Mexiko wurden Sunny und Scotty Beckett bald wegen Scheckbetruges verhaftet und nach vier Monaten im Gefängnis im September 1954 an die Vereinigten Staaten ausgeliefert. Nachdem er für „Schuldig“ plädierte, wurde er lediglich zu einer Strafe von drei Jahren auf Bewährung verurteilt. Anfang 1955 wurde er in Las Vegas erneut wegen eines gefälschten Schecks verhaftet.
Auf Grund seiner kriminellen Vergangenheit blieben Filmangebote aus und Beckett begann Medizin zu studieren. Er brach das Studium jedoch rasch wieder ab, als es ihm gelang kleine Filmrollen in relativ unbekannten Western zu bekommen.
Im Februar 1957 wurde Beckett an der mexikanisch-amerikanischen Grenze bei der Einfuhr von Drogen gestellt. Am 15. Februar 1957 erfolgte die Scheidung von seiner Frau Sunny. Nachdem das Sorgerecht für den sechsjährigen Scotty junior der Mutter zugesprochen wurde, beging Beckett einen Suizidversuch.
Im April 1959 wurde er erneut wegen Trunkenheit am Steuer verhaftet und wurde im August desselben Jahres bei einem unter Alkoholeinfluss verursachten Verkehrsunfall schwer verletzt, war fortan auf Krücken angewiesen.
Am 17. Februar 1961 heiratete Beckett Margaret C. Sabo, die eine Tochter mit in die Ehe brachte. Im September 1963 wurde Beckett zum wiederholten Male festgenommen, nachdem er in einem Streit gedroht hatte, seinen Nachbarn zu erschießen. Drei Tage später beging Beckett seinen zweiten Selbstmordversuch, in dem er sich die Pulsader aufschnitt.
Margaret Beckett verließ ihn daraufhin, die Ehe wurde allerdings nicht geschieden. Wenige Wochen später wurde Beckett im Alkoholrausch gegenüber seiner Stieftochter gewalttätig, als diese versucht hatte, noch Habseligkeiten aus der gemeinsamen Wohnung zu holen.

### Tod
Am 8. Mai 1968 checkte Beckett ins Royal Palms Hotel ein, einem Pflegeheim in Hollywood. Er war auf der Straße zusammengeschlagen worden, nachdem ein Drogendeal geplatzt war. Zwei Tage später, am 10. Mai 1968 wurde er tot in seinem Zimmer aufgefunden. Der Gerichtsmediziner fand in seinem Blut später Barbiturate. Beim dritten Versuch, sich das Leben zu nehmen, war er schließlich erfolgreich. Scotty Beckett wurde nur 38 Jahre alt. Er liegt auf dem San Fernando Mission Cemetery begraben.

## Rezeption
Leonard Maltin beschrieb Becketts Biografie als das traurigste Schicksal eines Kinderstars aus Hollywood.

## Filmografie (Auswahl)
- 1933: Gallant Lady
- 1933: Ich bin Susanne (I Am Suzanne)
- 1934: Wir senden Sonne (Stand Up and Cheer!)
- 1934–1936, 1939: Die kleinen Strolche (Our Gang; Filmreihe, 15 Kurzfilme)
- 1934: Laurel und Hardy: Rache ist süß (Babes in Toyland)
- 1935: Das Schiff des Satans (Dante’s Inferno)
- 1935: 20.000 Dollar Belohnung (Pursuit)
- 1935: I Dream Too Much
- 1936: Mordprozess Harms (The Case Against Mrs. Ames)
- 1936: Ein rastloses Leben (Anthony Adverse)
- 1936: Der Verrat des Surat Khan (The Charge of the Light Brigade)
- 1937: Das Sklavenschiff (Slave Ship)
- 1937: Maria Walewska (Conquest)
- 1937: Frisco-Express (Wells Fargo)
- 1938: Marie-Antoinette
- 1938: Listen, Darling
- 1939: Ruhelose Liebe (Love Affair)
- 1939: Jesse James (Days of Jesse James)
- 1940: The Blue Bird
- 1940: Die Irrwege des Oliver Essex (My Son, My Son!)
- 1940: Meine Lieblingsfrau (My Favorite Wife)
- 1940: Gold Rush Maisie
- 1941: Aloma, die Tochter der Südsee (Aloma of the South Seas)
- 1942: Kings Row
- 1943: The Boy from Stalingrad
- 1943: Ein himmlischer Sünder (Heaven Can Wait)
- 1944: Ali Baba und die vierzig Räuber (Ali Baba and the Forty Thieves)
- 1944: The Climax
- 1946: My Reputation
- 1946: Der Jazzsänger (The Jolson Story)
- 1947: Cynthia
- 1947: Dangerous Years
- 1948: Wirbel um Judy (A Date with Judy)
- 1949: Hoher Einsatz (Any Number Can Play)
- 1949: Kesselschlacht (Battleground)
- 1950: Alter schützt vor Liebe nicht (Louisa)
- 1950: Wilde Jahre in Lawrenceville (The Happy Years)
- 1951: Gasoline Alley and Friends
- 1951: Corky of Gasoline Alley
- 1953: Hot News
- 1954: Es wird immer wieder Tag (The High and the Mighty)
- 1954: Rocky Jones, Space Ranger (Fernsehserie, 34 Folgen)
- 1956: Three for Jamie Dawn
- 1957: Rindvieh Nr. 1 (Public Pigeon No. 1)
- 1957: Dakota (The Oklahoman)
- 1957: Teufel im Nacken (Monkey on My Back)
- 1957: The George Sanders Mystery Theater (Fernsehserie, Folge 1x11)